# Paula Llewellyn
Paula Vanessa Llewellyn CD QC là một luật sư người Jamaica, là giám đốc công tố (DPP) của đất nước, tại văn phòng từ năm 2008. Bà là người phụ nữ đầu tiên giữ vị trí này.

## Thơ ấu
Llewellyn được sinh ra tại Bệnh viện Victoria Jubilee ở Kingston, là một trong bốn người con của Mavis và Clinton Llewellyn; Mẹ bà là một y tá và cha bà là một người môi giới. Bà lớn lên ở Pembroke Hall, một vùng ngoại ô ở phía bắc của Kingston, học tại Trường tiểu học St. George và Trường trung học St. Hugh. Llewellyn tiếp tục đến Đại học West Indies tại Mona, theo học trường Luật Norman Manley. Bà đã thực tập tại Antigua, nhưng trở về Jamaica để đảm nhận vị trí thư ký tòa án tại tòa án thẩm phán của Giáo xứ Saint James, tại Vịnh Montego. Năm 1986, Llewellyn trở thành cố vấn hoàng gia trong Văn phòng Giám đốc Công tố (ODPP). Bà đã được bổ nhiệm làm phó giám đốc vào năm 1993 và phó giám đốc cấp cao vào năm 1999.

## Giám đốc công tố
Vào tháng 3 năm 2008, Llewellyn được bổ nhiệm làm giám đốc công tố - là người phụ nữ đầu tiên giữ vị trí này. Không giống như các DPP trước đây, những người được chỉ định đơn giản theo đề nghị của thủ tướng, bà phải nộp đơn thông qua quy trình tuyển chọn cạnh tranh do Ủy ban Dịch vụ Công cộng quản lý. Các trường hợp đáng chú ý mà ODPP đã dính líu trong nhiệm kỳ của bà bao gồm vụ án giết Vybz Kartel, dẫn độ Christopher Coke và tội hối lộ chống lại Trafigura Beheer. Bà đã nhận được những lời dọa giết trong vụ án Kartel, và được cảnh sát bảo vệ trong một thời gian. Llewellyn giám sát việc xuất bản Sổ tay Công tố viên đầu tiên của Jamaica vào năm 2016, một "tổng hợp các chỉ thị và hướng dẫn cung cấp chỉ dẫn và hướng dẫn rõ ràng cho các công tố viên Jamaica" dựa trên các ấn phẩm tương tự ở Anh và Canada. Bà đã thường xuyên chỉ trích chính phủ Jamaica vì đã cung cấp không đầy đủ văn phòng và hệ thống tư pháp nói chung.